# Kálmán Tóth (fotbollsspelare)
Kálmán Tóth, född den 13 augusti 1944 i Szombathely, Ungern, är en ungersk före detta fotbollsspelare som medverkade i det ungerska lag som tog OS-silver i fotbollsturneringen vid de olympiska sommarspelen 1972 i München.